# Catagramma pastazza
Catagramma pastazza är en fjärilsart som beskrevs av Otto Staudinger 1886. Catagramma pastazza ingår i släktet Catagramma och familjen praktfjärilar. Inga underarter finns listade i Catalogue of Life.